# Çiftlikköy (Ekinözü)
Çiftlikköy (Kurdisch: Cutlix) ein ehemaliges Dorf, heute ein Ortsteil der Kreisstadt im Landkreis Ekinözü in der Provinz Kahramanmaraş in der Türkei. Bevor Ekinözü 1991 ein eigener Landkreis wurde, gehörte das Dorf zum Landkreis Elbistan. 

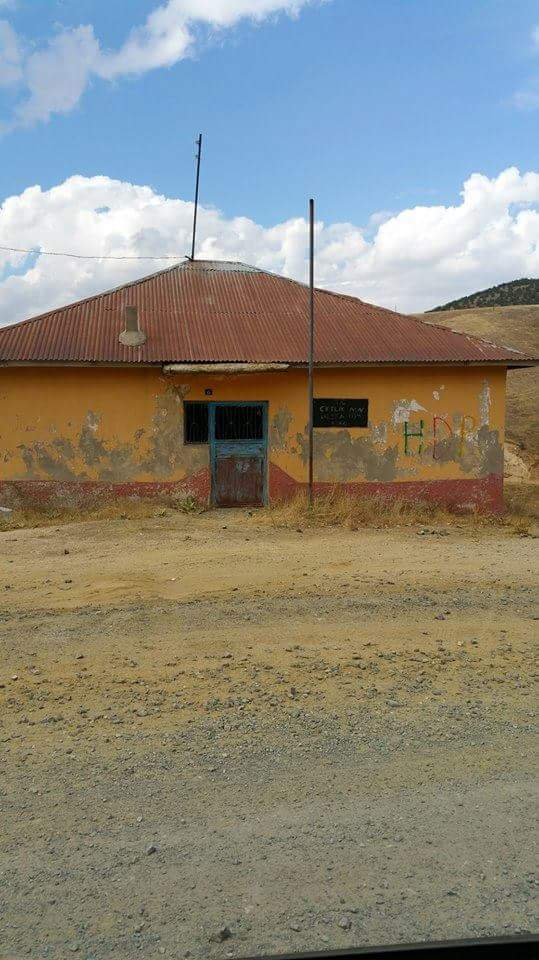
Ciftlikköy-Schule

## Geografie
Das Dorf liegt in einer Höhe von 1550 m über NN am Ceyhan, in einer weiten wasserreichen Ebene. Die Ebene liegt im Taurusgebirge. Der Şar Dağı, mit einer Höhe von 1300 m liegt in der Nähe des Dorfes, sowie der Kandil-Staudamm. Çiftlikköy liegt etwa 2 Stunden nordöstlich der Provinzstadt Kahramanmaraş.

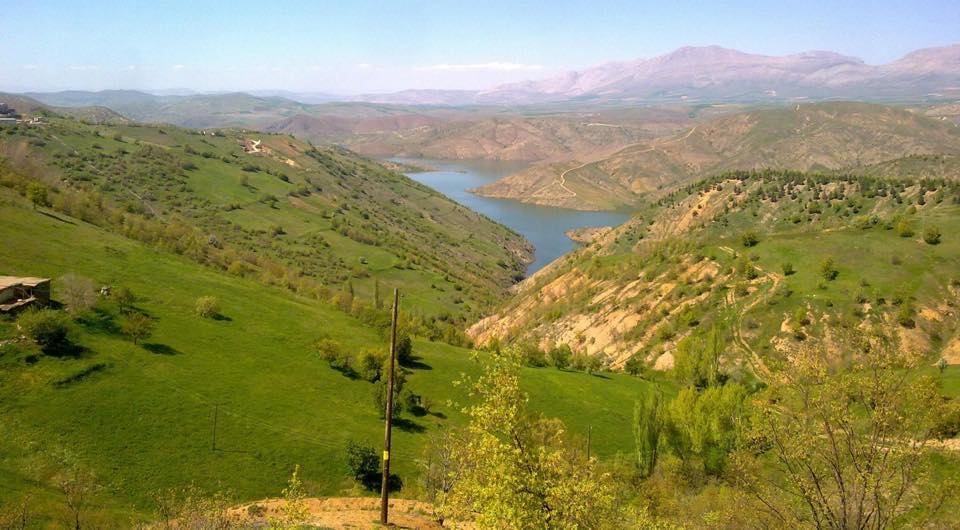
Kandil-Staudamm am Ceyhan

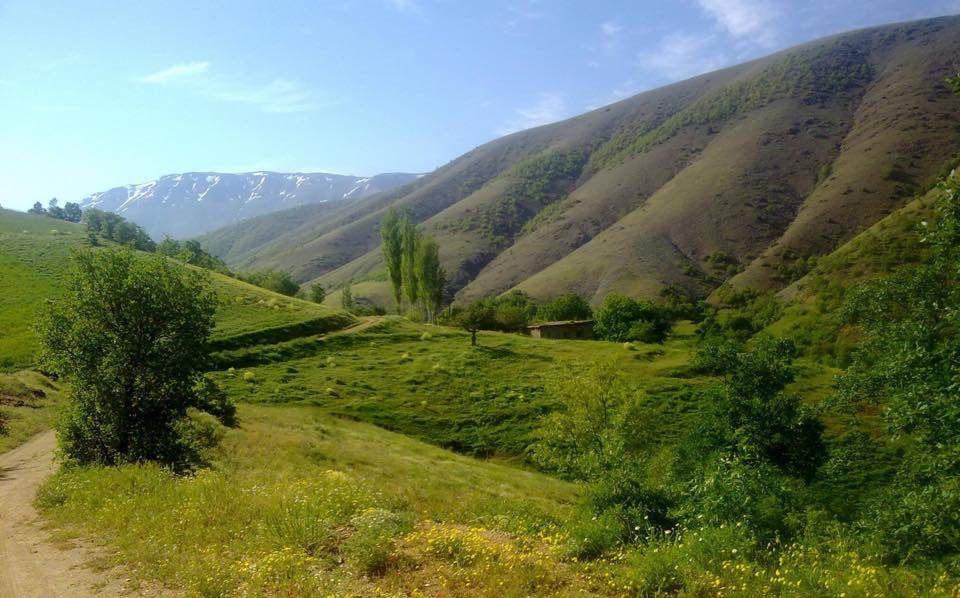
Berge im Dorf